# Daniellia soyauxii
Daniellia soyauxii là một loài thực vật có hoa trong họ Đậu. Loài này được (Harms) Rolfe mô tả khoa học đầu tiên.